# West Indies Cricket Team in England in der Saison 1950
Die Tour des West Indies Cricket Teams nach England in der Saison 1950 fand vom 8. Juni bis zum 16. August 1950. Die internationale Cricket-Tour war Bestandteil der Internationalen Cricket-Saison 1950 und umfasste vier Tests. Die West Indies gewannen die Serie 3–1.

## Vorgeschichte
Für beide Mannschaften war es die erste Tour der Saison.
Das letzte Aufeinandertreffen der beiden Mannschaften bei einer Tour fand in der Saison 1947/48 in den West Indies statt.

## Stadien
Die folgenden Stadien wurden für die Tour als Austragungsort vorgesehen.
| Stadion                     | Stadt      | Kapazität | Spiele  |
| --------------------------- | ---------- | --------- | ------- |
| The Oval                    | London     | 23.500    | 4. Test |
| Lord’s Cricket Ground       | London     | 30.000    | 2. Test |
| Old Trafford Cricket Ground | Manchester | 19.000    | 1. Test |
| Trent Bridge                | Nottingham | 15.350    | 3. Test |

## Kaderlisten
Die Mannschaften benannten die folgenden Kader.
| Test | Test |
| England | West Indies |
| --- | --- |
| - Rob Bailey - Alec Bedser - Bob Berry - David Brown - Denis Compton - John Dewes - Hubert Doggart - Tom Dollery - John Edrich - Godfrey Evans - Malcolm Hilton - Eric Hollies - Richard Hutton - Doug Insole - Roly Jenkins - Jim Laker - Arthur McIntyre - Gilbert Parkhouse - Derek Shackleton - David Sheppard - Reg Simpson - Johnny Wardle - Cyril Washbrook - Doug Wright - Norman Yardley | - Robert Christiani - John Goddard - Gerry Gomez - Hines Johnson - Prior Jones - Allan Rae - Sonny Ramadhin - Jeffrey Stollmeyer - Alf Valentine - Clyde Walcott - Everton Weekes - Frank Worrell |

## Tour Matches
Die West Indies bestritten während der Tour 28 Tour-Matches.

## Tests

### Erster Test in Manchester
| 8. – 12. Juni Scorecard | Manchester | England 312 (128.3) & 288 (141.5) | – | West Indies 215 (93.5) & 183 (81.2) |
|                         |            | England gewinnt mit 202 Runs      |   |                                     |

### Zweiter Test in London
| 24. – 29. Juni Scorecard | London (Lord’s) | West Indies 326 (131.2) & 425-6d (178) | – | England 151 (106.4) & 274 (191.3) |
|                          |                 | West Indies gewinnt mit 326 Runs       |   |                                   |

### Dritter Test in Nottingham
| 20. – 25. Juli Scorecard | Nottingham | England 223 (98.4) & 436 (245.2)   | – | West Indies 558 (174.4) & 103-0 (36.3) |
|                          |            | West Indies gewinnt mit 10 Wickets |   |                                        |

### Vierter Test in London
| 12. – 16. August Scorecard | London (Oval) | West Indies 503 (194.2)                           | – | England 344 (179.4) & 103 (69.3) (f/o) |
|                            |               | West Indies gewinnt mit einem Innings und 56 Runs |   |                                        |